# Еммануель 6
«Еммануель 6» (фр. Emmanulle 6) — французька еротична мелодрама 1988 року режисерів Жана Ролла і Бруно Зінкона, шоста частина відомого французького еротичного кіносеріалу «Еммануель». Відомі версії фільму для Бразилії та Німеччини, в першому випадку фільм триває 80 хвилин, у другому — 49 (адаптація для телебачення).

## Сюжет
Еммануель в компанії красивих топ-моделей на розкішному лайнері відправляється в круїз по Карибському морю. Тут, на лайнері, організовані покази мод, і багато моделей носять вельми дорогі прикраси. За збереженням коштовностей і самих моделей покликаний спостерігати детектив, який, крім іншого, поклав око на Еммануель. В цей час один зі співробітників лайнера викрадає Еммануель та деяких інших дівчат і привозить їх у джунглі Венесуели.

## В ролях
- Наталі Ухер — Еммануель
- Жан-Рене Госсар — професор Симон
- Томас Обермюллер — Бентон
- Густаво Родрігес — Тоні Харрісон
- Хассан Герра — Карлос
- Луїс Карлос Мендес — Моралес

## Виробництво фільму
Спочатку режисером картини був Бруно Зінкон, проте, пропрацювавши на знімальному майданчику у Венесуелі шість тижнів, Зінкон зняв лише 45 хвилин матеріалу, а, так як Зінкон вже зобов'язався працювати над іншим фільмом, він не міг знову їхати до Венесуели. Тоді продюсер Сем Сельські запросив дозняти матеріал Жана Ролла, який переписав сценарій і придумав ідею про втрату Еммануель пам'яті.